# Nekmaria
Nekmaria (în arabă نقمارية) este o comună din provincia Mostaganem, Algeria.
Populația comunei este de 10.446 de locuitori (2008).